# Probator
Die Amtsbezeichnung Probator trugen in der Frühen Neuzeit und noch bis ins 19. Jahrhundert hinein die Beamten der Kammer (Finanzverwaltung), die aus den eingegangenen Einzelrechnungen die Abrechnung erstellten oder von anderen Behörden eingegangene Abrechnungen überprüften. Der zugehörige Arbeitsvorgang wurde als „durchstechen“ bezeichnet. Von Probatoren erstellte Abrechnungen wurden von „Gegenschreibern“ geprüft.